# Platysphinx lemoulti
Platysphinx lemoulti är en fjärilsart som beskrevs av Clark 1936. Platysphinx lemoulti ingår i släktet Platysphinx och familjen svärmare. Inga underarter finns listade i Catalogue of Life.